# 今井泰志
安藤（今井）泰志（いまい やすし）は、日本の外交官。外務省地域調整官等を経て、2015年（平成27年）から2018年（平成30年）までニカラグア駐箚特命全権大使を務めた。

## 経歴・人物
千葉県出身。1970年千葉県立千葉東高等学校卒業、外務省入省。在リマ日本国総領事、在ペルー日本国大使館参事官等を経て、2014年外務省中南米局中米カリブ課地域調整官。2015年からニカラグア駐箚特命全権大使を務め、首都マナグアで、教育施設の整備を内容とした供与限度額12億6700万円とする無償資金協力「マドリス県及びヌエバ・セゴビア県教育施設整備計画」に関する書簡の交換を行うなどした。